# Thobias Montler
Thobias Nilsson Montler (Landskrona, 15 febbraio 1996) è un lunghista svedese, finalista olimpico ai Giochi di Tokyo 2020.

## Biografia
Cresciuto a Landskrona, città della Svezia meridionale, all'età di sette anni inizia a gareggiare nell'atletica leggera quasi per caso, gareggiando sia nelle gare di velocità che nel salto in lungo. Proprio in questa disciplina ha concentrato la propria carriera iniziata nel 2013 in Ucraina ai Mondiali allievi e proseguita dal 2015 anche a livello seniores.

Dopo aver vinto con la staffetta veloce maschile agli Europei juniores 2015 e la medaglia di bronzo agli Europei under 23 2017; Montler sfiora il podio nel 2018 in Germania agli Europei, classificandosi quarto. Ha iniziato la stagione seguente con la medaglia d'argento a Glasgow agli Europei indoor a cui ha fatto seguito la finale ai Mondiali di Doha.
Nel 2017 ha fatto parte del team della Keiser University in Florida gareggiando nel circuito NAIA.

## Palmarès
| Anno | Manifestazione  | Sede       | Evento         | Risultato | Prestazione | Note             |
| ---- | --------------- | ---------- | -------------- | --------- | ----------- | ---------------- |
| 2013 | Mondiali U18    | Donec'k    | Salto in lungo | 8º        | 7,32 m      |                  |
| 2014 | Mondiali U20    | Eugene     | Salto in lungo | 8º        | 7,65 m      |                  |
| 2015 | Europei indoor  | Praga      | Salto in lungo | 21º (q)   | 7,38 m      |                  |
| 2015 | Europei U20     | Eskilstuna | Salto in lungo | 4º        | 7,68 m      |                  |
| 2015 | Europei U20     | Eskilstuna | 4×100 m        | Oro       | 39"73       |                  |
| 2017 | Europei U23     | Bydgoszcz  | Salto in lungo | Bronzo    | 7,96 m      |                  |
| 2018 | Europei         | Berlino    | Salto in lungo | 4º        | 8,10 m      |                  |
| 2019 | Europei indoor  | Glasgow    | Salto in lungo | Argento   | 8,17 m      |                  |
| 2019 | Mondiali        | Doha       | Salto in lungo | 9º        | 7,96 m      |                  |
| 2021 | Europei indoor  | Toruń      | Salto in lungo | Argento   | 8,31 m      | Record nazionale |
| 2021 | Giochi olimpici | Tokyo      | Salto in lungo | 7º        | 8,08 m      |                  |
| 2022 | Mondiali indoor | Belgrado   | Salto in lungo | Argento   | 8,38 m      | Record nazionale |
| 2022 | Mondiali        | Eugene     | Salto in lungo | 11º       | 7,81 m      |                  |
| 2022 | Europei         | Monaco     | Salto in lungo | Argento   | 8,06 m      |                  |
| 2023 | Europei indoor  | Istanbul   | Salto in lungo | Argento   | 8,19 m      | =                |
| 2023 | Mondiali        | Budapest   | Salto in lungo | 6º        | 8,00 m      |                  |
| 2024 | Mondiali indoor | Glasgow    | Salto in lungo | 8º        | 7,80 m      |                  |
| 2024 | Giochi olimpici | Parigi     | Salto in lungo | 16º (q)   | 7,82 m      |                  |
| 2025 | Europei indoor  | Apeldoorn  | Salto in lungo | 7º        | 7,94 m      |                  |

## Altre competizioni internazionali
2021
- Vincitore della Diamond League nella specialità del salto in lungo